# ريتشارد ديرلوف
ريتشارد بيلينج ديرلوف (بالإنجليزية: Richard Dearlove) (من مواليد 23 يناير 1945)، حاصل على رتبة الإمبراطورية الألمانية ووسام القديس ميخائيل والقديس جرجس، ورئيس جهاز الاستخبارات البريطايي (M16) منذ عام 1999 وحتى 6 مايو 2004؛ شاغلاً الدور المعروف باسم «س»، كما يشغل ريتشارد حالياً منصب رئيس مجلس أمناء جامعة لندن، وعمل سابقاً كرئيس كلية بيمبروك في جامعة كامبريدج من عام 2004 وحتى 2015.

## النشأة
وُلد ديرلوف في غرن هاون في مقاطعة كورنوال، وهو ابن جاك ديرلوف؛ الحاصل على الميدالية الفضية الأولمبية في عام 1948. تلقى تعليمه الرسمي المبكر في مدرسة مونكتون كومب بالقرب من باث، وفي مدرسة كينت في كينت (كنيتيكت)، وتخرج من كلية كوينز في كامبريدج مع درجة الماجستير في التاريخ.

## دائرة الاحتراف المهني
انضم ريتشارد إلى جهاز الاستخبارات البريطاني في عام 1966، وأُرسل إلى نيروبي في عام 1968، كما عُين في رتبة الإمبراطورية الألمانية عام 1984، وأصبح رئيس محطة واشنطن بعد إرساله إلى براغ وباريس وجنيف في عام 1991، ومدير شؤون الموظفين والإدارة في عام 1993 ومدير العمليات في عام 1994 ورئيساً في عام 1999 وحصل على وسام القديس ميخائيل والقديس جرجس في عام 2001.
شهدت ولاية السيد ريتشارد كرئيس لجهاز الاستخبارات البريطاني العديد من الأحداث أثناء خدمته:
- تعرض بناء المقر الرئيسي لجهاز الاستخبارات البريطاني عام 2000 في فوكسهول لهجوم من قاذفة صواريخ من نوع آر بي جي 22 نيتو ذات طلقة واحدة وقابلة للتخلص منها ومضادة للدروع وتُحمل على الكتف.
- انتُقد أثناء خدمته في عام 2001 لفشله في التأكيد والتحذير من تنظيم القاعدة الذي كان يخطط لأحداث تُضاهي أحداث 11 سبتمبر 2001.
- «الحرب على الإرهاب» والحرب في أفغانستان وغزو العراق عام 2003.
- توتر العلاقة مع الحكومة بسبب أدلة الحرب على العراق، كما أُشير إلى عدم ارتياح العديد من أعضاء مجتمع الاستخبارات المركزية بسبب تقديم أحكامهم المؤهلة المتعلقة بأسلحة الدمار الشامل العراقية كحقائق ثابتة في مُختلف الملفات (ملف سبتمبر على سبيل المثال والملف المحفوف بالمخاطر المعروف أيضاً بملف العراق). أخبر ديرلوف في يوليو/تموز 2002 الوزراء بشكل شخصي أنه «يتم إصلاح جهاز الاستخبارات والحقائق القائمة حول السياسة» في الولايات المتحدة.[7]

## أنشطة ما بعد الحياة المهنية
انتُخب ديرلوف في 1 أغسطس عام 2004 كرئيس لكلية بيمبروك في جامعة كامبريدج، كما قبل في عام 2006 الدعوة ليشغل منصب رئيس أمناء جمعية اتحاد كامبريدج، وبصفته رئيساً في كلية بيمبروك فقد شغل منصب رئيس مجلس بيمبروك -مركز مجتمعي في والوورث في لندن- برعاية كلية أدفوسون للقديس كريستوفر في والوورث (كنيسة إنكلترا)، وشغل أيضاً منصب رئيس نادي يخوت كلية بيمبروك في جامعة كامبريدج.
قدم ديرلوف في فبراير عام 2008 رداً على اتهام مالك متجر هارودز؛ محمد الفايد؛ أدلة تحقيق لجهاز الاستخبارات البريطاني تُفيد بقتل ديانا أميرة ويلز.
يُعتبر السيد ريتشارد أحد الموقعين على مبادئ جمعية هنري جاكسون المُحافظة الجديدة، و«كبير المستشارين» لشركة مونيتور غروب؛ وهي شركة خاصة استشارية تورطت بتعهد أعمال العلاقات العامة لليبيا ومعمر القذافي. كما أُعلن في أبريل 2013 انضمام ديرلوف إلى المجلس الاستشاري لشركة إرجو؛ وهي شركة للاستخبارات والاستشارات العسكرية.
ألقى ديرلوف في 15 فبراير عام 2011 محاضرة في جمعية اتحاد كامبريدج، وكان موضوعها مقدار السرية الذي تحتاجه المملكة المتحدة؛ حيث أوضح أن: «الجواب القصير على هذا السؤال هو أنها تحتاج إلى القليل من السرية ولكن ليس بالمقدار بالذي تتخيله.»، كما قال أنه: «سيقارن في الوقت الحالي بين موجة الاضطرابات السياسية التي تجتاح الشرق الأوسط بطريقة خارقة ومثيرة للغاية، وظاهرة منظمة ويكيليكس»، لكنه علّق لاحقاً على طريقة مؤسس منظمة ويكيليكس جوليان أسانج في تغيير التقدم التكنولوجي لقواعد الحياة المدنية والخاصة قائلاً أن «قصة أسانج في نهاية المطاف هي مجرد إلهاء، فهو برأيي يحمل راية  مُخجلة لقضية مهمة للغاية».
حصل ديرلوف في عام 2012 على إجازة من جامعة كامبريدج لكتابة الأحداث التي أدت إلى غزو العراق عام 2003 من وجهة نظره كشخص يعمل في جهاز الاستخبارات البريطاني، والتي كانت مسؤولة عن إعداد ما يُسمى «ملف المراوغة». يُعتبر نشر قصة كهذه أمر غير مسبوق لرئيس جهاز المخابرات البريطانيي السابق، كما أُعلن أنه قد يُصدر هذه القصة الآن خصوصاً بعد نشر النتائج التي تم التوصل إليها من قبل لجنة تشيكلوت في عام 2016.
جادل ديرلوف في محاضرة له في المعهد الملكي الموحد للدراسات الدفاعية والأمنية في 7 يوليو عام 2014 حول مبالغة الحكومة والإعلام للتهديد الإرهابي والإسلامي للمملكة المتحدة، الأمر الذي أعطى المتطرفين دعاية أتت بنتائج عكسية على مصالح المملكة المتحدة.
تقاعد ديرلوف كرئيساً لكلية بيمبروك في عام 2015، وهو الآن الرئيس غير التنفيذي لشركة كروسوورد سايبرسيكيوريتي.

## الحياة السياسية
ألقى ديرلوف في 16 مايو عام 2016 محاضرة عامة حول الهجرة الجماعية المعاصرة وتأثيرها على القارة الأوروبية بثّتها هيئة الإذاعة البريطانية، إذ صرح في نص المحاضرة أن حكومات أوروبا تواجه «تغييراً جذرياً» في سياساتها، وإذا لم تتحكم بالهجرة الجماعية المستمرة للشعوب من إفريقيا وآسيا إلى أوروبا وتوقفها، فسوف تجد نفسها «تحت رحمة انتفاضة شعبية... قد تحركت بالفعل»، وقد كان استفتاء بقاء المملكة المتحدة ضمن الاتحاد الأوروبي في عام 2016 هو أول تجسيد فعلي له، وذكر كذلك أن التأثير الجغرافي-السياسي للهجرة الجماعية الأجنبية على أوروبا ستعيد تشكيل المشهد السياسي إذا لم تُمنع، لأن مواطنيها يشعرون أن مصالحهم المهددة تؤكد على وجود هذا التأثير.
تدخل ديرلوف في 8 يونيو عام 2017 في يوم الانتخابات التشريعية البريطانية في صحيفة ديلي تلغراف قائلاً: «ما مدى خطورة الأمر على الأمة إذا أصبح جيرمي كوربين رئيساً للوزراء؟».
شارك ديرلوف في 29 نوفمبر عام 2018 في توقيع رسالة مفتوحة نُشرت في إحدى الصحف البريطانية أدانت اتفاقية انسحاب المملكة المتحدة من الاتحاد الأوروبي، والتي تم التفاوض عليها من قبل رئيس الوزراء تيريزا ماي بعد استفتاء عام 2016، والذي مُرّر على مجلس العموم البريطاني للتصويت عليه. كما صرح في نص هذه الرسالة أن التفاوض على اتفاقية الانسحاب قد أضعف قوة جهاز الاستخبارات البريطاني العالمية الوطنية المستقلة.
أصدر مكتب رئيس الوزراء رداً عل المنشور في نفس تاريخ ذلك اليوم كان فحواه «دحض» عام لمحتوى الخطاب، وأبعد ديرلوف شخصياً من القائمة المحددة للعديد من الموقعين على الرسالة المفتوحة، كما ذكر أن اتفاقية الانسحاب «لا تؤدي مطلقاً» إلى الإخلال بالاستقلال الوطني لقدرة جهاز المخابرات السرية الخاص بالمملكة المتحدة.
بعث ديرلوف رسالة في 8 يناير عام 2019 شارك في توقيعها المارشال تشارلز غوثري –وذلك بعد تدخل غير اعتيادي في المجال السياسي من قبل شخصيات من جهاز الاستخبارات البريطاني والأوساط العسكرية– إلى جميع رؤساء جمعيات الدوائر الانتخابية البرلمانية للأحزاب المحافظة وأعضاء البرلمان الحاليين، تُفيد بأن اعتماد مجلس العموم لاتفاق الانسحاب من الاتحاد الأوروبي الصادر عن رئيس مجلس الوزراء تضمن قرارات تقويض سلامة الدفاع عن العالم.
دعت الرسالة إلى انسحاب المملكة المتحدة بالكامل من الاتحاد الأوروبي دون وجود علاقة حكومية دولية مستمرة بين الاثنين بعد العملية.